# Onthophagus latigena
Onthophagus latigena là một loài bọ cánh cứng trong họ Bọ hung (Scarabaeidae).